# Список серий аниме «Соник Икс»
«Соник Икс» (яп. ソニックX Соникку Эккусу, англ. Sonic X) — аниме-сериал, созданный по мотивам серии видеоигр о еже Сонике. Основой сюжетной линии послужил сюжет серии игр Sonic Adventure. В 2003 году 4Kids Entertainment выпустила «Соник Икс» в США. Телевизионная компания Jetix выпустила сериал в Европе, Австралии, Бразилии и Латинской Америке. В Канаде его показала YTV. Изначально планировалось создать 52 серии, сюжет которых во многом повторял сюжетную линию сериала Sonic Adventure, но в данный момент «Соник Икс» уже насчитывает 78 серий (и, судя по информации, размещенной на официальном японском сайте, уже не будет иметь продолжения), которые были показаны в Таиланде и Франции, но по неизвестным причинам не были показаны в Японии в феврале и марте 2005 года. 78 серий делятся на три сезона и восемь саг:
- Сага о новом мире (англ. New World Saga) — эпизоды с 1 по 13;
- Сага об Изумрудах Хаоса (англ. Chaos Emerald Saga) — эпизоды с 14 по 26;
- Сага о Хаосе (англ. Chaos Saga) — эпизоды с 27 по 32;
- Сага о Шэдоу (англ. Shadow Saga) — эпизоды с 33 по 38;
- Сага об Эгго-Луне (англ. Egg Moon Saga) — эпизоды с 39 по 41;
- Сага об Эмерле (англ. Emerl Saga) — эпизоды с 42 по 46;
- Сага о возвращении домой (англ. Homebound Saga) — эпизоды с 47 по 52;
- Сага о Метарексах (англ. Metarex Saga) — эпизоды с 53 по 78.

| Сезон | Сезон | Серий | Премьера       | Премьера         |
| Сезон | Сезон | Серий | Премьера       | Финал            |
| ----- | ----- | ----- | -------------- | ---------------- |
|       | 1     | 26    | 6 апреля 2003  | 28 сентября 2003 |
|       | 2     | 26    | 5 октября 2003 | 28 марта 2004    |
|       | 3     | 26    | 12 марта 2005  | 18 апреля 2005   |

Все названия серий из оригинальной японской версии. К сериям можно перейти, добавив в адресной строке после названия страницы «#epXX», где XX — однозначный или двузначный номер серии (от 1 до 78), например: [[:Список_серий_мультсериала_]]«Соник_Икс»#ep8 или [[Список серий мультсериала «Соник Икс»#ep8]] ведут к серии «Экстренный запуск! Торнадо-X».

## Сезон 1
| 1 | Появление сверхзвукового героя! «Тё:онсоку хи:ро: то:дзё:!» (超音速ヒーロー登場！)                           | Хиро Масаки      | 6 апреля 2003    | 23 августа 2003  |
| Ёж Соник прибыл на базу Доктора Эггмана, чтобы спасти крольчиху Крим, Чиза и 7 изумрудов Хаоса. Ему помогают Тейлз и Эми, но они атакованы роботами, которые выманивают их с базы. Соник пытается забрать изумруды, но машина, в которой находились они, повредилась. Соник попадает в другой мир, населённый людьми. Полиция пытается поймать ежа, но не может его догнать. Тогда к погоне был привлечен отряд S во главе с гонщиком Сэмом Спидом. Соник отрывается от погони, преодолев звуковой барьер, и взмывает в небо Стейшн-Сквер. Однако его полёт завершается падением в бассейн, а Соник не умеет плавать. Его спасает 12-летний мальчик — Кристофер Торндайк. | |                  |                  |                  |
| 2 | Побег из зоны 99! «Сэнню:! Эриа кю:дзю:кю:» (潜入！エリア９９)                                               | Хиро Масаки      | 13 апреля 2003   | 13 сентября 2003 |
| Спасённый Крисом, Соник остаётся у него дома. Познакомившись с дедом Криса, Чаком Торндайком, Соник узнаёт, что Крим и Чиз пойманы правительством и находятся в лаборатории «Зоны 99» — военной базы — для дальнейших исследований. С помощью Криса и Чака Соник проникает на базу и, после сбоя в системе электроснабжения, спасает своих друзей. Электроснабжение возобновилось, и Соника, Крим и Чиза атакуют лазеры камер слежения. Но они успешно бегут с базы и их спасает отключивший электричество Тейлз на своём самолете «Торнадо». Они отправляются домой к Крису и понимают, что, должно быть, переместились в этот мир не только они, но и Доктор Эггман, решивший захватить Землю и создать на ней свою империю. | |                  |                  |                  |
| 3 | Притязания Доктора Эггмана «Докута Эггуман но ябо:» (Ｄｒ．エッグマンの野望)                                 | Хиро Масаки      | 20 апреля 2003   | 20 сентября 2003 |
| Доктор Эггман начинает попытку захватить ближайший город с помощью своего робота E-23. В то же время, Наклз и Эми прячутся в канализации, чтобы их не обнаружили, и думают, как вернуться в свой мир. Между тем, Соник покидает дом Криса, чтобы выйти на прогулку. Крис боится, что Соника поймают, и тщетно ищет ёжика. Тем временем, робот Эггмана начал разрушать город. Эггман объявляет свои требования о сдаче города по телевидению. Тейлз и Крис отправляются на «Торнадо», чтобы остановить Доктора Эггмана, но попадают в беду. Их спасают Наклз и Эми, но Эми оказывается схваченной Эггманом. Соник узнаёт о нападении Эггмана. Он спасает Эми и уничтожает робота. Эми вместе с Соником отправляются к Крису, но Наклз отказывается пойти с ними. | |                  |                  |                  |
| 4 | Погоня за изумрудом Хаоса «Каосу Эмэрарудо о тэ ни ирэро!» (カオスエメラルドを手に入れろ！)                  | Хиро Масаки      | 27 апреля 2003   | 27 сентября 2003 |
| Команда Соника и Доктор Эггман находятся под наблюдением правительства, которое решает отправить мистера Стюарта, в качестве учителя Криса. Зелёный изумруд Хаоса, расположенный на стройплощадке, оживляет экскаватор, что настораживает группу Соника, Доктора Эггмана и мистера Стюарта. Они прибывают на площадку, где Эггман уже нашёл изумруд. Крис забрал изумруд прямо у него из-под носа, но доктор вскоре опять отобрал. Злодей улетает на «Эггмобиле», на который залез Крис, взял изумруд и выпал с планера. Мистер Стюарт пытается поймать Криса, но Соник опережает его. | |                  |                  |                  |
| 5 | Столкновение! Соник против Наклза «Гэкитоцу! Соникку басадзу Наккурудзу» (激突！！ソニックｖｓナックルズ)    | Киёко Ёсимура    | 4 мая 2003       | 4 октября 2003   |
| Доктор Эггман убеждает Наклза, стремящего вернуться в родной мир, чтобы охранять Мастер-Изумруд, что Соник виноват в том, что они в этом мире, и что ёж считает, что на Земле намного лучше, чем в их родном мире. Между тем Соника и его друзей замечает прислуга Торндайков — домработница Элла и дворецкий Эдвард Танака. Но Тейлз не растерялся и притворился мягкой игрушкой. Эми узнает из теленовостей, что еще один изумруд Хаоса находится в Серебряной долине. Все, кроме Соника, предпочёвшего остаться дома, отправляются в долину на электричке. Эми и Тейлз пришлось притворяться куклами. Тем временем робот-гонец Боккун присылает Сонику видеопослание от Наклза, вызывающего его на поединок, местом которого назначена та же Серебряная долина. Доктор Эггман поймал Криса, Эми и Тейлза с помощью своего робота E-47 и объясняет им, что это была ловушка. Соник прибывает на поединок и Наклз требует, чтобы тот вернул изумруды Хаоса. В то время, как начался поединок, Эми разбивает своим молотом генератор внутри робота. Дым от него привлекает внимание Соника. В то время, как Соник сражался с роботом, Наклз, поняв, что был обманут, сам уничтожает E-47, отправляет Эггмана восвояси, и уходит с миром. | |                  |                  |                  |
| 6 | Горячая схватка! Школьные войны «Нэссэн! Суку:ру о:дзу» (熱戦！スクール·ウォーズ)                            | Ёсио Урасава     | 11 мая 2003      | 11 октября 2003  |
| К Крису решили приехать родители: Нельсон Торндайк, владелец крупной компьютерной фирмы, и Линдси, известная под девичьей фамилией Фэр киноактриса. Тем временем, Эггман сосредоточился на навязывании ученикам своей диктатуры. Он посылает робота-учителя E-51 в школу Криса, заменяя мистера Стюарта. E-51 понимает, что любит детей и встаёт против Доктора Эггмана. После угрозы Эггмана демонтировать робота, E-51 снова встаёт на сторону Эггмана и учит детей, навязывая им любовь к доктору. Родители Криса стали волноваться, что Криса долго нет дома. Соник побежал за Крисом и встретился с Эггманом и его роботом, которого Соник затем уничтожил. | |                  |                  |                  |
| 7 | Большая суматоха! Вечеринка в доме Криса «Дайконсэн! Курису но хо:му па:ти» (大混戦！クリスのホームパーティ) | Тинацу Ходзё     | 17 мая 2003      | 18 октября 2003  |
| Мать Криса Линси довольна тем, что может провести время со своим сыном и решила провести вечеринку, на которую приглашены мистер Стюарт и Сэм Спид, дядя Криса, который теперь придумал себе кличку «Звуковой удар». Крис позволяет Крим и Чизу остаться у него в комнате, но им становится скучно, и они решили нарвать цветов. Гуляя по дому, Крим и Чиз услышали, что Линси надо ехать на съёмки фильма. Они сочувствуют Линдси, когда слышат, что актриса считает себя плохой матерью. Мистер Танака находит Криса вместе с Крим и Чизом, и Крис понимает, что дворецкий уже знал о группе Соника. Во время беседы мистером Стюартом Крис плохо отзывается о своей маме, и Крим в сердцах стала его за это укорять. Элла узнаёт о существовании Соника и его друзей. Крим в знак примирения сплела Крису венок, а также Элле, своей новой подруге. | |                  |                  |                  |
| 8 | Экстренный запуск! Торнадо-X «Кинкю: хассин! Эккусу Торунэ:до» (緊急発進！Ｘトルネード)                      | Масахико Сираиси | 25 мая 2003      | 25 октября 2003  |
| Эггман запускает робота E-90 для собирания телевизионных спутников, чтобы переделать их в своих роботов. Соник и Тейлз пытаются остановить Эггмана, но Торнадо слишком медленный по сравнению с E-90, и их чуть не засасывает в т. н. «чёрную дыру». Чтобы победить робота, Тейлз и Чак объединяют свои силы в секретной лаборатории дедушки Криса для постройки самолёта «Торнадо-X», который питается от силы изумруда Хаоса. Соник, Тейлз и Крис отправляются в небо, чтобы остановить робота Эггмана. «Торнадо-X» и E-90 отправляются в стратосферу, где Соник, находясь вне кабины, замерзает. Крис, по указаниям Тейлза, отводит лишнюю энергию изумруда на растопку самолёта, и Соник побеждает робота. Находясь дома, Соник говорит, что настоящие герои — Крис, Тейлз и «Торнадо-X». | |                  |                  |                  |
| 9 | Эми на Пляже «Нагиса но Эми:» (渚のエミー)                                                                   | Киёко Ёсимура    | 1 июня 2003      | 1 ноября 2003    |
| Началось торжественное открытие «Отеля де Бланк» на курорте «Изумрудный берег», на котором Крис представляет свою семью. Тейлз, Эми, Крим и Чиз отдыхают на пляже неподалёку от гостиницы, на которую после нападает Доктор Эггман и заявляет, что построит на этом месте гидропарк своего имени. Тейлз и Эми спешат на помощь к Крису на «Торнадо-X». Соник узнаёт о нападении Эггмана и тоже спешит на помощь. Эггман признался, что он приманил Соника поближе к воде, и робот E-38 «Осьминог» тянет Соника в воду. Его спасает Эми, и робот падает в море. Эми дарит Сонику браслет удачи, сделанный из морских ракушек, чтобы он не боялся воды. Эггман возвращается, и другой робот, E-39 «Кизон», составленный из роботов-строителей, разрушавших гостиницу, напал на Соника, при этом раздавив браслет. Эми приходит в ярость и уничтожает робота, а затем нападает на Доктора Эггмана и тонет в море, держа сломанный браслет. Соник, не умея плавать, спасает Эми и браслет. | |                  |                  |                  |
| 10 | Жестокий матч! Бейсбольная команда Соника «Гэкито:! Соникку якю:гун» (激闘！ソニック野球軍)                  | Рику Микуни      | 8 июня 2003      | 8 ноября 2003    |
| Тейлз летит над городом на «Торнадо-X» с зелёным изумрудом Хаоса, который притягивает самолёт на стадион «Алмаз». Тейлз находит Альфреда Батлера, ответственного за этот стадион, который подлежит сносу. Тейлз говорит, что ищет изумруд Хаоса, и Альфред показывает ему голубой изумруд. Появляется столб света из-за встречи двух изумрудов. Его замечают Наклз и Доктор Эггман. Боккун приносит сообщение с вызовом на дружеский матч команд Эггмана и Соника за изумруды в дом Криса, где был обед. Эггман прилетает на стадион первым и, решая, что Соник струсил, забирает голубой изумруд. Появляются Наклз, а затем Соник с командой. Начался матч. Сначала лидировала команда Эггмана, в которую входят роботы-бейсболисты E-39 «Баллиос». Затем команда Соника обогнала. По ходу игры на стадионе стали появляться зрители. Голова одного из роботов прицепилась к голове Соника, но Наклз спас его. Эггман улетает с голубым изумрудом, несмотря на то, что победила команда Соника. На стадионе появляется его хозяин Элмер Джонсон, который решает сохранить стадион «Алмаз» и предлагает Альфреду присматривать за ним и дальше.                                                                                          | |                  |                  |                  |
| 11 | Прекрасная и таинственная воровка Руж «Уцукусики кайто: Ру:дзю» (美しき怪盗ルージュ)                         | Хиро Масаки      | 15 июня 2003     | 15 ноября 2003   |
| Правительство планирует победить Эггмана, сделав набег на его базу и понимая, что им требуется помощь Соника. Через мистера Стюарта и Криса, Соник получает ложную весть о красном изумруде Хаоса на разрушенной фабрике «Силки Хайтс», которую подслушала воровка драгоценностей летучая мышь Руж. Руж попадает в засаду, и правительство решает принять её в тайное агентство, прощая все кражи и оставляя у неё драгоценности. Агенты отправляются на базу Доктора Эггмана. По дороге на базу Руж надевают браслет, который может взорваться, если она сбежит. Руж и агент Топаз отделяются от основной группы и находят голубой изумруд Хаоса. Топаз схватил робот E-70, излучавший громкие звуки. Руж кинула браслет в него, и робот взорвался. Выясняется, что под этим местом находится главный генератор. Все агенты покидают базу. | |                  |                  |                  |
| 12 | Штурм базы Эггмана. Часть первая «Эггуман кити со:ко:гэки! (Дзэмпэн)» (エッグマン基地 総攻撃！（前編）)      | Хиро Масаки      | 22 июня 2003     | 22 ноября 2003   |
| Президент организует полномасштабный штурм базы Доктора Эггмана. Тейлз и Крис с друзьями находят на поле фермы «Тингалин» изумруд Хаоса, но Эггман насылает на них своего робота E-35 «Фарфана». | |                  |                  |                  |
| 13 | Штурм базы Эггмана. Часть вторая «Эггуман кити со:ко:гэки! (Кохэн)» (エッグマン基地 総攻撃！（後編）)        | Хиро Масаки      | 29 июня 2003     | 29 ноября 2003   |
| Соник уничтожает «Фарфана», но Эггман забирает изумруд. Соник с друзьями летят на базу Эггмана. Правительственные войска ослабили мощь башни, а Соник вернул себе два изумруда и с их помощью полностью уничтожил базу Эггмана. | |                  |                  |                  |
| 14 | Погоня за героем Соником! «Эйю: Соникку о оэ!» (英雄ソニックを追え！)                                        | Ёсио Урасава     | 6 июля 2003      | 6 декабря 2003   |
| Помощник президента Джером Уайз решил устроить благотворительный вечер с целью поднять президентский рейтинг и приглашает на него Соника с друзьями. Но ёжик уже назначил встречу однокласснице Криса, Хелен. Джером вознамерился силой затащить Соника на бал. | |                  |                  |                  |
| 15 | Эгг-Форт, Летающая крепость! «Идо:ё:сай Эггу Фо:то сю:рай!» (移動要塞エッグフォート襲来！)                   | Киёко Ёсимура    | 13 июля 2003     | 13 декабря 2003  |
| Эггман атакует город на своём новом крейсере — «Эгг-Форте», но Соник с друзьями уничтожают корабль. | |                  |                  |                  |
| 16 | Цель — затонувший корабль в Южном Море! «Мэдзасэ! Нанкай но тимбоцусэн» (目指せ！南海の沈没船)               | Тинацу Ходзё     | 20 июля 2003     | 17 января 2004   |
| Друзья узнают, где следующий изумруд, но тот, к ужасу Соника, на дне океана. Крис думает, как помочь Сонику достать его. | |                  |                  |                  |
| 17 | Наклз! Кулаки ярости «Наккурудзу! Икари но тэккэн» (ナックルズ！怒りの鉄拳)                                  | Масахико Сираиси | 27 июля 2003     | 24 января 2004   |
| Наклз, путешествуя по миру, познакомился с китайцем по имени Хоук, вытащив его из ловушки в древнем ацтекском храме. Тот, в благодарность, помогает ему найти ещё один изумруд Хаоса. | |                  |                  |                  |
| 18 | Большая битва в саванне! «Сабанна но дайкэтто:!» (サバンナの大決闘！)                                        | Хиро Масаки      | 3 августа 2003   | 31 января 2004   |
| На Соника напал робот Эггмана, способный становиться невидимым. Тейлз и Крис пытаются не дать построить дамбу, чтобы защитить природный заповедник. Тем временем лисенок рассказывает как в его мире животные дразнили его и как он познакомился с Соником | |                  |                  |                  |
| 19 | Привидение старого замка, Король Бум Бу «Кодзё: но бо:рэй Кингу Бу:бу» (古城の亡霊キングブーブ)              | Хиро Масаки      | 10 августа 2003  | 7 февраля 2004   |
| Соник с друзьями поехали в замок, где снимается фильм с участием мамы Криса. Выясняется, что в замке живут настоящие привидения. | |                  |                  |                  |
| 20 | Отправление! Эгг-Форт II «Сюцугэки! Эггу Фо:то Цу» (出撃！エッグフォートII)                                  | Хиро Масаки      | 17 августа 2003  | 14 февраля 2004  |
| Соник и друзья отправляются в морской круиз, но гидрофобия Соника снова дает о себе знать. Ёж отчаянно пытается упросить Криса вернуть его на берег, но вместо этого на лайнер прибывает Танака с группой престарелых горожан, чья задача — научить Соника и друзей правильно отдыхать. Доктор Эггман атаковал друзей на своей новой летучей базе и вновь потерпел неудачу. | |                  |                  |                  |
| 21 | Гонка! Соник против Сэма «Супи:до Сё:бу! Соникку басадзу Саму» (スピード勝負！ソニックｖｓサム)              | Ёсио Урасава     | 24 августа 2003  | 21 февраля 2004  |
| Дядя Криса и полицейский, Сэм Спид среди ночи приезжает к дому Торндайков и вызывает Соника на гонку. | |                  |                  |                  |
| 22 | Летние каникулы: объект наблюдений — Чао «Нацуясуми — Тяо~ на кансацу никки» (夏休み・チャオ～な観察日記)    | Киёко Ёсимура    | 31 августа 2003  | 28 февраля 2004  |
| Крис, группа Соника и мистер Стюарт отправились вместе Эдвардом Танакой в Японию. У дворецкого отпуск и он решил съездить в свою родную деревню и поклониться могилам своих предков. Соник прогуливается по деревне. Местные жители его узнают, честят и угощают. Эми помогает Танаке готовить. Крис и остальные отдыхают на берегу реки. Когда Крим и Чиз купались в речке, Чиза унесло по течению. Друзья отправляются на его поиски, и находят его в пещере, где находился сад, в котором обитают Чао. Когда Крис и остальные возвращались к Танаке, на них напал Эггман. И хотя им удалось отбиться, в озеро маленьких Чао попадает много грязи и друзьям надо очистить озеро. | |                  |                  |                  |
| 23 | Катастрофа! Шестой Изумруд Хаоса «Дайконран! Сиккусу Каосу Эмэрарудо» (大混乱！６カオスエメラルド)           | Тинацу Ходзё     | 9 сентября 2003  | 6 марта 2004     |
| Отец Криса решил подарить своей жене на день рождения кольцо с бриллиантом, оказавшимся очередным изумрудом Хаоса. Но в итоге изумруд попадает к Эггману. | |                  |                  |                  |
| 24 | Дикий Соник! Стратегия захвата «Босо Соникку! Хокаку дайсакусэн» (暴走ソニック！捕獲大作戦)                  | Масахико Сираиси | 14 сентября 2003 | 13 марта 2004    |
| В ухо Соника попадает микросхема и он начинает безостановочно бегать. Остальные думают, как помочь другу. | |                  |                  |                  |
| 25 | Последний Изумруд Хаоса «Сайго но Каосу Эмэрарудо» (最後のカオスエメラルド)                                  | Хиро Масаки      | 21 сентября 2003 | 20 марта 2004    |
| Наклз решил объединиться с Эггманом, чтобы вернуться домой и отдаёт ему все изумруды. Но тот обманул его и когда его роботы нашли последний изумруд, выкидывает его с корабля и берёт Криса в заложники. Соник следует за ним. | |                  |                  |                  |
| 26 | Рождение Супер Соника «Тандзё:! Су:па: Соникку» (誕生！スーパーソニック)                                     | Хиро Масаки      | 28 сентября 2003 | 27 марта 2004    |
| Дроны военных, разработанные на основе технологий Эггмана собираются покончить с базой несмотря на просьбы Соника, но промахиваются. Соник убеждает робота Эггмана «Счастливчика» дать ему камень. Доктор в ярости превращает свою базу в боевого робота, который уничтожает дронов. Из-за силы изумрудов ёж не может победить робота и тот бросает его в море. Крис видя это, крадёт изумруды и тоже роняет их в море. Соник приобретает супер-форму и уничтожает робота. Взрыв породил Хаос-Контроль, который должен вернуть Соника и всех остальных обратно в их мир… | |                  |                  |                  |

## Сезон 2/Сезон 1, часть 2 (яп.)
| № | № в сезоне | Название серии                                                                                             | Премьера в Японии | Премьера в США   |
| --- | ---------- | --- | ----------------- | ---------------- |
| 27 | 1          | Начало бедствия «Вадзавай но хадзимари» (災いのはじまり)                                                   | 5 октября 2003    | 18 сентября 2004 |
| Выясняется, что Хаос Контроль не отправил Соника с друзьями в их мир, а переместил сюда часть их мира — Мистические Руины. Эггман разбивает Главный Изумруд и выпускает из него существо по имени Хаос. Кот Биг и его лягушка Фрогги находят изумруд Хаоса, но Фрогги его съедает и убегает. Доктор Эггман натравил Хаоса на Соника с друзьями и сделал его сильнее скормив ему два изумруда Хаоса, но Соник и Наклз его всё равно побеждают. |            | |                   |                  |
| 28 | 2          | Таинственная форма жизни, Хаос «Надзо но сэймэйтай Каосу» (謎の生命体カオス)                               | 12 октября 2003   | 25 сентября 2004 |
| Биг и Крис отправляются на поиски Фрогги, а Соник и Тейлз находят изумруд Хаоса, но Эггман отбирает его и скармливает Хаосу. Сонику удалось одолеть его и они с Тейлзом отправились за Эггманом, но их самолёт был подбит новым кораблём Эггмана «Эггкэрриер» и только благодаря лётному мастерству Тейлза им удалось выжить. Эми находит птичку и называет её Лили, но её тут же похитил Эггман. |            | |                   |                  |
| 29 | 3          | Заложница — Эми «Тораварэ но Эми:» (囚われのエミー)                                                        | 19 октября 2003   | 2 октября 2004   |
| Эггман создаёт роботов Е серии для поиска Фрогги: Бету, Гамму, Дельту и Эпсилона. С этой задачей справляется только Гамма, остальных Эггман выбрасывает или перестраивает. Позже Эми убедила Гамму, что он не злой и тот выпустил их. Наклз находит почти все фрагменты Главного Изумруда и отправляется с Тейлзом и Соником на поиски Эми. Биг и Крис пробираются на корабль, надеясь найти Фрогги. |            | |                   |                  |
| 30 | 4          | Битва за Эгг-Кэрриер «Эггу Кяриа но татакай» (エッグキャリアの戦い)                                        | 26 октября 2003   | 9 октября 2004   |
| Биг и Крис спасают Фрогги, но Эггман уже извлёк из того изумруд, после чего достаёт ещё один из амулета Лили. Соник и Тейлз приходят на помощь. Наклз находит последний осколок Главного Изумруда. Соник вступает в схватку с Гаммой и побеждает его, но Эми умоляет того не добивать Гамму. Доктор Эггман скормил Хаосу ещё два изумруда, но Наклз и Соник справились с ним. Корабль Эггмана начал падать. Биг, Фрогги, Крис и Наклз улетают на Торнадо Х, но так как никто из них не мог управлять им, они разбились на Мистических Руинах. Тейлз, забыв про самолёт, увозит Эми и Лили, Соник безуспешно пытается поймать Эггмана. Тот, отделавшись от Соника, решил взорвать весь город, но оказавшийся рядом, Тейлз предотвращает взрыв и становится героем… |            | |                   |                  |
| 31 | 5          | Скиталец Гамма «Сасурай но Гамма» (さすらいのガンマ)                                                       | 2 ноября 2003     | 16 октября 2004  |
| Все узнают, что настоящее имя Тейлза — Майлз. Сам Тейлз пытается улизнуть от своих «фанатов» и найти Торнадо Х. Гамма решает выпустить животных, пленённых в его товарищах и ему быстро удаётся отключить Дельту и Эпсилона, но Бета был перестроен и оказал сопротивление. Эми решила найти Гамму и родителей Лили и отправляется на базу Эггмана. Она приходит к моменту боя между Гаммой и Бетой, в результате которого оба погибли и из них освободились родители Лили. |            | |                   |                  |
| 32 | 6          | Крик Совершенного Хаоса «Па:фэкуто Каосу но сакэби» (パーフェクトカオスの叫び)                             | 9 ноября 2003     | 23 октября 2004  |
| Крис попытался передать Наклзу последний изумруд, но Хаос отбирает его и, став всесильным, атакует город. Тем временем появляется Тикал и рассказывает всё о Хаосе. Эггман поднимает второй корабль «Эгг-Кэрриер», но Хаос быстро уничтожил его. Хаос выплевывает все изумруды, а Соник принимает супер-форму и побеждает его. |            | |                   |                  |
| 33 | 7          | Загадка проекта «Тень» «Пуродзэкуто Сядо: но надзо» (プロジェクト・シャドウの謎)                           | 16 ноября 2003    | 30 октября 2004  |
| Город оправляется от разрушений. Крис с семьёй временно переезжают в квартиру в городе. Эггман получает информацию о секретном проекте «Тень» и решает отправиться на Остров — Тюрьму и узнать, что же это. Результат выяснений его шокировал. Руж похищает Главный Изумруд, чтобы виться в доверия Эггману. Наклз, не смог её остановить. |            | |                   |                  |
| 34 | 8          | Соник в бегах «То:бо:ся Соникку» (逃亡者ソニック)                                                          | 23 ноября 2003    | 6 ноября 2004    |
| Проект Тень это Совершенная Форма Жизни, ёж по имени Шэдоу. Пробудившись, он даёт клятву в верности Эггману и крадёт для него изумруд, а из-за его схожести с Соником, все винят в похищении именно последнего. Позже Шэдоу и Соник сошлись в схватке, но Шэдоу был сильнее. После драки Шэдоу скрылся, а Соник был арестован. Руж, работая под прикрытием на правительство, присоединяется к Эггману и Шэдоу и в знак преданности отдаёт им изумруд Хаоса. |            | |                   |                  |
| 35 | 9          | Побег с Тюремного Острова «Пуридзон Айрандо кара но дассюцу» (プリズンアイランドからの脱出)                | 30 ноября 2003    | 13 ноября 2004   |
| Крис, Тейлз и Эми прибывают на Остров — Тюрьму, чтобы освободить Соника. Тем временем Эггман, Шэдоу и Руж прилетели туда, чтобы забрать ещё три изумруда Хаоса и взорвать остров. Соника удалось освободить он вместе с Эми и Тейлзом покинул остров, но Крис попал к Шэдоу и Руж. За секунду до взрыва Шэдоу использовал Хаос — Контроль и перенёс всех троих на космическую колонию «Ковчег». |            | |                   |                  |
| 36 | 10         | Угроза из космоса «Утю: кара но кё:хаку» (宇宙からの脅迫)                                                  | 7 декабря 2003    | 20 ноября 2004   |
| Наклз хочет отомстить Руж за обман. Путешествуя по пустыне, он находит секретную базу Эгмана. Соник встречает Наклза, который дерётся с роботами. Вместе они побеждают. Соник с друзьями отправились на базу Эггмана в поисках Криса, но не найдя там никого они узнали, что Эггман улетел на «Ковчег» и также отправились туда. Эггман запустил Пушку затмения и продемонстрировал её, взорвав половину Луны и потребовал всех людей подчиниться. |            | |                   |                  |
| 37 | 11         | Битва за космическую колонию «Ковчег» «Супэ:су Корони: — А:ку но татакай» (スペースコロニー・アークの戦い) | 14 декабря 2003   | 27 ноября 2004   |
| Соник с друзьями прибывает на колонию и столкнувшись в бою с Шэдоу, побеждает его. Эггман получает последний изумруд, но вдруг выяснилось, что всё это было планом Шэдоу по мести его и его создателя, дедушки Эггмана профессора Джеральда Роботника за девочку по имени Мария, погибшую 50 лет назад. Колония должна упасть на Землю и взорваться, уничтожив на планете всё живое. Сам Шэдоу утверждает, что Мария сама этого хотела… |            | |                   |                  |
| 38 | 12         | Желание Марии, желание всех «Мариа но нэгай, минна но нэгай» (マリアの願い、みんなの願い)                  | 21 декабря 2003   | 4 декабря 2004   |
| Крис пытается убедить Шэдоу помочь Сонику остановить «Ковчег». Тот вдруг вспоминает, что Мария на самом деле хотела, чтобы Шэдоу мог дружить с людьми и помогать им. Поражённый своей ошибкой, Шэдоу бросился друзьям на помощь. Вместе они смогли обесточить колонию, вытащив изумруды из алтаря при помощи Главного Изумруда, после чего Шэдоу и Соник приняли супер-формы, уничтожили Био Лизарда, охранявшего изумруды Хаоса и тянувшего «Ковчег» к Земле, и с помощью Хаос—Контроля вернули колонию на орбиту, но Шэдоу израсходовал всю силу и исчез. |            | |                   |                  |
| 39 | 13         | Сыскное агентство Хаотикс «Каотикусу тантай дзимусё» (カオティクス探偵事務所)                              | 28 декабря 2003   | 11 декабря 2004  |
| После последнего произошедшего Хаос-Контроля, то есть полгода спустя, были ещё некоторые последствия. Например, некоторые дома из мира Соника падали на крыши домов на Земле. Одним из таких домов оказалось сыскное агентство «Хаотикс» состоящее из крокодила Вектора, пчелы Чарми и хамелеона-ниндзя Эспио. Чарми, выясняя где они находятся, находит выпуск газеты, где рассказывается про героизм Соника и его друзей. От плохо скрываемой Вектором зависти участники агентства хотят найти Соника. Найти его было несложно — его местоположение было в списке домов знаменитостей. Ведь мать Криса — известная актриса. Используя свой навык ниндзя, Эспио, сделавшись невидимым, подкрадывается к окну дома Торндайков и подслушивает. Поскольку Вектор неравнодушен к маме Крим, он хочет вернуть ей дочь. Эми, разозлившаяся на Соника, случайно ударяет молотом по лицу Эспио. Тем временем Соник встречает Эгмана, который говорит, что стал добрым. Соник в замешательстве. И ещё он встречает маму Крим… В доме Криса драка — Вектор и Чарми, не добившись от друзей Крим, чего хотели, напали на них. Тут их разнимает Соник, а Крим и её мама кидаются друг другу в объятия. Сыщики Хаотиксы и Соник заключают мир. |            | |                   |                  |
| 40 | 14         | Корпорация Эггмана «Эггуман кабусикигайся» (エッグマン株式会社)                                            | 4 января 2004     | 18 декабря 2004  |
| Друзья вместе с Соником справляют новый год на корабле. Но восход солнца закрывает эголуна. Эггман говорит президенту, что ему долго придётся восстанавливать её. Его новое изобретение солнечный шар который покупают все жители города. Но тут шары гаснут. Оказывается Соник рушит все солнечные башни, которые питают шары. |            | |                   |                  |
| 41 | 15         | Свет снова наш!!! «Хикари о варэра ни!!» (光をわれらに！！)                                                | 11 января 2004    | 22 января 2005   |
| Правительство даёт приказ на поимку Соника. Эггман становиться новым героем. друзья Соника, не верят, что тот без причины рушит башни и отправляются ему на помощь. Тем временем Соник продолжает рушить солнечные башни Эггмана. Люди просят Наклза остановить Соника, утверждая, что только он может его образумить. Наклз поджидает Соника у одной из башен, вспыхивает драка. Но силы равны. Вскоре друзья Соника прилетают на Торнадо X, и пытаются остановить сражение. Соник рассказывает почему он рушит башни, и Эггман пойман и отправлен в тюрьму. |            | |                   |                  |
| 42 | 16         | Эми: Бегство от любви!? «Эми: Ай но то:хико:!?» (エミー愛の逃避行！？)                                     | 18 января 2004    | 29 января 2005   |
| Друзья Соника празднуют победу над Эггманом, который заточён в тюрьму. А злодей вместе с Декко и Бокко призывают на помощь своего почтальона Боккуна. Он и робот Эмерлл приводят хитроумный план по освобождению Эггмана в действие… Эми в ярости — Соник пригласил её на свидание, а сам не пришёл. Пропал неизвестно где. Когда примчался дядя Криса Сэм Спид, выяснилось, что на сегодня у него была назначена гонка с Соником, на которую он тоже не явился. В отчаянии Эми принимает неожиданное решение — провести этот день с Сэмом. Вместе они отправляются на пляж. Потому что Соник боится воды, и они его там не встретят. А тем временем Соник сражается с роботом Боккуна, который работает на энергии Эмерлла. Соник приходит в ярость, узнав что из-за него он опоздал на свидание к Эми. Он признаёт, что это был отвлекающий манёвр. По пути на пляж Эми и Сэм встречают необычный фургон, который оказывается направляется в город с целью разрушения. Но друзья останавливают его — Сэм переходит в суперскоростной режим и нагоняет его, а Эми швыряет в него свой молот. На пляже их находит Соник. Эми, забыв все обиды, кидается ему на шею, но Соник уворачивается, никак не отреагировав на неё, и соглашается на гонку с Сэмом вдоль берега. Эми снова в бешенстве. |            | |                   |                  |
| 43 | 17         | Паника от бытовых приборов!!! «Кадэн дай паникку!!» (家電大パニック！！)                                   | 25 января 2004    | 6 февраля 2005   |
| В привокзальном парке скапливаются фанаты Соника, полностью сошедшие с ума. Фирма Нельсона Торндайка падает, потому что некоторые работники уволились, чтобы организовать фан-клуб Соника, а некоторые совсем не следят за производством, обсуждая подвиги Соника. А Эггман перестраивает всю бытовую технику города с разрушительной целью. Крис приболел, Элла сообщает об этом его отцу, а тот прилетает к своей жене прямо на съёмки и забирает её, чтобы вдвоём навестить Криса. Вся бытовая техника в городе превращается в роботов и восстаёт против людей. Один из приборов нападает на Криса, но его спасает Эмерлл, скопировав атаку Соника. Прибор воспламеняется, срабатывает противопожарная система и он отключается. Друзья поняли что остановить это безумие можно только водой. Соник сообщает всем пожарным службам, чтобы рассылали свои бригады по городу. Эми, Тейлз и Нельсон отправляются в главный отдел водоснабжения города и открывают подачу воды. Но главный вентиль оказался закрытым. Все вместе отправляются туда. Общими усилиями удаётся открыть этот вентиль. Соник, Наклз и пожарные заливают водой всю взбесившуюся технику. Но есть минус — Эгману всё-таки удалось сбежать из тюрьмы. |            | |                   |                  |
| 44 | 18         | Шпионская миссия под землёй «Окаси на окаси на супай дайсакусэн» (おかしなおかしなスパイ大作戦)            | 1 февраля 2004    | 12 февраля 2005  |
| Крис, Хелен, Денни, Френсис, Крим, Чиз и Эмерл встречают мистера Стюарта — своего бывшего учителя, который в своё время искал сбежавшего доктора Эгмана. Он скрыл от детей, что он шпион работающий на правительство и соврал, что наблюдает за птицами в свой бинокль. Денни попросил посмотреть и случайно увидел Эггмана, покупающего книги. Все вместе они отправляются на его поиски. Под землёй они попадают в плен. Но благодаря находчивости мистера Стюарта, они выбираются. Но на втором отсеке стоит особый пароль. Они посылают Боккуна к Крису домой, чтобы он сказал Элле, чтобы она угостила его яблочным пирогом, но ещё он должен сказать, что они застряли здесь. Она-то уж потом сообщит это Сонику и он их выручит. Но Соник, забеспокоившись, что Криса давно нет дома, самостоятельно отправляется его искать. По пути он встречает Руж и Топаз в кафе. Они просили его, если он узнает, где Эггман, чтобы сообщил им. Ему повезло, что он потом встретил Боккуна и узнал что Крис и остальные под землёй. А если Боккун оттуда, значит и Эггман тоже там. Шантажируя клубничным тортом Эллы, Соник уговаривает Боккуна передать Руж и Топаз, что Эггман под землёй. А сам отправляется вниз. Тем временем друзья раздумывают, как выбраться. Но их замечает Эггман и посылает к ним робота. Соник успевает вовремя, но сам попадается в лапы к этой громаде. Тут успевают Руж и Топаз и освобождают Соника. Эмерлл скопировал атаку Руж и протаранил дверь второго отсека. Эгман был повержен, а Соник, Крис и Крим с Чизом вернулись домой, где ждал их Боккун… |            | |                   |                  |
| 45 | 19         | Битвы Соника — Начало!!! «Соникку батору — Кайсай!!» (ソニックバトル·開催！！)                             | 8 февраля 2004    | 19 февраля 2005  |
| Наклз, Руж и Соник — основные участники бойцовского турнира, который должен вот-вот состояться. Они должны драться между собой. Но друзьям не нравится такая идея, поэтому им решили дать большего желания — победителю приз изумруд Хаоса. Разрешается так же записываться остальным. Все друзья Соника и не только решаются на этот шаг. Турнир длился успешно, пока Сонику не предстояло сразиться с Эми. Эми морально не может драться с Соником, так как любит его. Соник немного напуган. Но со спины на Эми напал Эггман. За секунду Соник хватает Эми на руки и относит в сторону. Победительницей стала Эми, так как Соник отказался от участия, побежав догонять Эггмана. Финалистам предстояло сложное сражение. |            | |                   |                  |
| 46 | 20         | Битвы Соника — Финал!!! «Соникку батору — Кэссё:!!» (ソニックバトル・決勝！！)                             | 15 февраля 2004   | 26 февраля 2005  |
| Турнир продолжался. Крис сражался против Наклза, но ему пришлось сдаться, так ка следующие участники были намного сильнее — либо Эми в ярости, либо опытная Руж. Эми сразилась с Руж, но было очевидно, кто станет победителем. Руж оказалась опытней. Руж сразилась с Наклзом но наедине, их накрыли чёрным полотном. Первой оттуда вышла Руж, но тут же свалилась. Её признали победительницей. Но когда подняли полотно, там Наклз — он ещё стоял на ногах. По правилам победитель изменился. Предстояло финальное сражение — Наклз против Эмерлла. Но Эмерлл копировал все его атаки. Эмерлл заполучил изумруд Хаоса и стал всё разрушать. Крим — его лучший друг — разочаровалась в нем, когда он чуть не убил её маму. Эмерлл заманил всех к воде. Соник чуть не падает в воду, но Крим спасает его. Затем она решает расправиться с ним раз и навсегда. Со слезами на глазах она наносит удар, что заставляет его упасть в море и утонуть. Эмерлл был повержен. |            | |                   |                  |
| 47 | 21         | Решающая битва на Экваторе!!! «Идо дзэро дайкэссэн» (緯度０大決戦！！)                                     | 22 февраля 2004   | 12 марта 2005    |
| По телевизору передают новость — исследовательская группа «Морской ястреб», работающая на президента, исчезает во время поиска руин острова Муразии. У археолога доктора Ацуми украли карту этого острова. Эти события были подозрительно взаимосвязаны. Всё же с помощью современной карты мира её удалось восстановить. Сонику и его друзьям вместе с доктором Ацуми придётся отправиться на затерянный вулканический остров Муразия. Они берут лайнер и вплавь, ориентируясь по карте, отправляются на поиски. Говорят, Муразийцы обладали невероятной силой, их цивилизация была вершиной предела. Но в один момент она погибла и от неё остались руины. Но на пути им попадается Эггман на своем новом корабле, и сразу становится понятно, куда исчез «Морской ястреб» и кто украл карту. Когда Соник оказался в воде, а Торнадо-Х повреждён, казалось всё потеряно, но в это время прибывает переделанный правительством старый корабль Эггмана — Эггфорт. Участники исследовательской группы, в том числе Топаз, попали в плен на корабле Эггмана. Соник, объединившись с Наклзом, уничтожает корабль в то время, когда Руж и другие агенты освободили пленников из «Морского ястреба». Друзья продолжили путь в Муразию вместе, а также и Эггман, но своим путём по своей карте. |            | |                   |                  |
| 48 | 22         | Соник против подземного монстра «Соникку тай титэйкайдзю:» (ソニック対地底怪獣)                            | 29 февраля 2004   | 12 марта 2005    |
| Соник с друзьями прибыли в Муразию. Эггман скрылся в главном вулкане, очень глубоко под лавой. Крис, Тейлз, Руж, Наклз и Соник решаются спуститься за ним в кратер. Но им грозит опасность — извержение вулкана может повториться, как тогда, когда была уничтожена Муразийская цивилизация. Соник, Наклз и Руж продолжают путь дальше вглубь, преодолевая различные препятствия, а Тейлз и Крис остаются. У Эггмана намерения — после извержения, когда всё уничтожится, он построит новую Империю Эггмана. Крис решает в одиночку помешать Эггману, но попадается ему в плен. Он связывает его и предвкушает предстоящую победу. Декко и Бокко неожиданно переходят на сторону добра и освобождают Криса до того, как его спасает Соник. Извержение вулкана произошло, а Декко и Бокко пожертвовали собой ради Криса. Но потом, когда они уже отправились домой, Они оказались на их корабле. Они умоляли взять их работать в доме Торндайк. Теперь они на стороне Соника. |            | |                   |                  |
| 49 | 23         | День, когда мир остановился «Сэкай га сэйсисуру хи» (世界が静止する日)                                     | 7 марта 2004      | 12 марта 2005    |
| Деко и Боко теперь работают на Торндайков. Линдси и Нельсон навещают Криса и решают провести побольше времени с сыном. Однако, во время барбекю, раздается странный телефонный звонок. Позже вечером особняк навещают люди правительства, которые и объясняют, что мир Соника и мир людей когда-то были одним целым. Теперь же они начинают сливаться воедино, что в конечном счете, приведет к полной остановке течения времени. Крис уверен, что это всего лишь очередная уловка Эггмана. |            | |                   |                  |
| 50 | 24         | Утро прощаний «Вакарэ но аса» (別れの朝)                                                                   | 14 марта 2004     | 19 марта 2005    |
| Тейлз и Чак продолжают работу над устройством, которое должно вернуть Соника и его друзей домой. Эггмана атакуют правительственные войска, но Соник приходит ему на выручку. Эггман поднимает в воздух новую летающую крепость Гранд-Эгг-Империал. В благодарность за помощь Соника, Эггман дает ежу деталь, которая поможет завершить телепорт. Наконец, устройство закончено, и наступает время прощаний. Эми, Крим, Ванилла, Чиз, Тэйлз, Руж и Наклз возвращаются домой. Однако, Крис отключает портал до того, как в него успел зайти Соник. |            | |                   |                  |
| 51 | 25         | Долгое путешествие Криса «Курису но нагай таби» (クリスの長い旅)                                           | 21 марта 2004     | 19 марта 2005    |
| Крис и Соник убегают, однако ёж не возмущен своим «похищением». Родители Криса отправляют отряд на поиски. Тем временем, в поисках убежища, Крис приводит Соника к старой летней резиденции Торндайков. Соник спрашивает мальчика, хочет ли тот, чтобы ёж остался с ним. Крис понимает, что Соник должен уйти, и признает, что он боится снова остаться один. Ёж выказывает надежду, что они снова встретятся, и Крис отпускает его. |            | |                   |                  |
| 52 | 26         | Воспоминания о ветре «Кадзэ но омойдэ» (風の思い出)                                                        | 21 марта 2004     | 26 марта 2005    |
| На родной планете Соника, все удивляются, куда подевался ёжик. Эггман нападает на Эми, но ей на выручку приходит Тейлз. После короткого сражения, Эггман запускает ракету, которая по идее должна взорваться при столкновении с самолетом Тейлза, но когда он решает отменить детонацию, у него ничего не выходит. Однако, за мгновение до столкновения, появляется Супер Соник, уничтожает ракету и отправляет Эггмана восвояси. Эми видит Соника из окна дома Крим и пускается вслед за ним. Они встречаются у дома ежихи, и Эми, в слезах, рассказывает Сонику, что она чувствовала, пока его не было. Соник улыбается и дарит ей белую розу. Шесть лет спустя, в мире людей, уже повзрослевший Крис работает над устройством, которое поможет ему попасть в мир Соника и снова увидеться со своим другом. Он вспоминает их последнее прощание, и мы видим, что тогда Соник использовал семь Изумрудов Хаоса, чтобы вызвать Хаос Контроль. Соник предлагает Крису пробежаться с ним напоследок, и во время этой пробежки Крис замечает слезы на глазах ежа. |            | |                   |                  |

## Сезон 3/Сезон 2 (яп.)
| № | № в сезоне | Название серии | Премьера в США   |
| --- | ---------- | --- | ---------------- |
| 53 | 1          | Посланница метеоритного дождя «Рю:сэй амэ но сися» (流星雨の使者)                                                  | 10 сентября 2005 |
| Во время схватки с загадочными роботами-захватчиками, Соник вынужден выбросить Изумруды Хаоса в открытый космос. В это время Тейлз, Эми и Крим наблюдают за метеоритным дождём, когда неподалёку от них терпит крушение небольшая капсула со странной девочкой внутри. Девочку зовут Космо, и она прибыла на эту планету, чтобы найти «героя, способного управлять светом Изумрудов Хаоса». Тут на них нападает один из роботов (Метарекс, как называет их Космо), с которыми в начале серии сражался Соник. Совместными усилиями Соник, Наклз и Тейлз стараются отбить атаку, но Метарексу удается уйти и забрать с собой «яйцо планеты» — жизненную энергию планеты, заключенную в кристалл. Космо говорит Сонику, что он — последняя надежда галактики. В это же время Крис (которому на данный момент 18), наконец, завершает работу над своим телепортационным устройством и запускает его в надежде попасть в мир Соника. Это ему удается, но его тело претерпевает изменения, возвращаясь в состояние 12-летнего мальчика. |            | |                  |
| 54 | 2          | Космолёт «Голубой Тайфун» «Утю:сэн Буру: Тайфу:нго:» (宇宙船ブルータイフーン号)                                    | 17 сентября 2005 |
| Космо объясняет цели Метарексов и последствия изъятия яйца планеты. Она также рассказывает, что она — единственная, кому удалось выжить, когда колонию её расы уничтожили Метарексы. Все соглашаются, что Метарексов необходимо остановить (кроме Наклза, который не доверяет Космо). Для этого необходимо вернуть Изумруды Хаоса, и Тейлз предлагает использовать его последнее изобретение: космический корабль «Голубой Тайфун». К сожалению, для питания корабля необходимы Изумруды Хаоса, но, Крис предлагает использовать Главный Изумруд. Наклз категорически против, но после определенного давления со стороны женской половины команды, ему приходится согласиться. В это же время ещё один Метарекс нападает на планету с целью уничтожения корабля Тейлза. С помощью главной пушки «Голубого Тайфуна» (Sonic Driver в оригинальной версии) Тейлзу удаётся уничтожить врага и стартовать с поверхности планеты. |            | |                  |
| 55 | 3          | Водяная планета Хайдо «Мидзу но вакусэй Хайдо:» (水の惑星ハイドー)                                                 | 24 сентября 2005 |
| «Голубой Тайфун» отправляется в космическое путешествие. Наклз считает, что неподалёку находится Изумруд Хаоса, и вскоре команда натыкается на планету. Сонику не терпится наконец-то побегать по твёрдой земле, но, к его ужасу, при посадке выясняется, что планета затоплена водой. Вскоре, случайно разминувшись с поисковым отрядом, Соник и Крис натыкаются на Метарэксов; Крис пытается помочь другу, но тут же выясняет, что в теле 12-летнего сражаться не так-то и просто. В итоге Соник захвачен Метарексами; Крис снова пытается ему помочь, но Соник настаивает на том, чтобы тот отправился за подмогой. Эми и Тейлзу удается спасти Соника, но Метарексы атакуют их самолет и сбрасывают Соника в воду. Однако, Крис спасает его с помощью своего изобретения: реактивные ботинки, позволяющие держаться на поверхности воды. Метарексы уничтожены, потоп прекращается, и команда получает заслуженную награду: первый Изумруд Хаоса. |            | |                  |
| 56 | 4          | Появление Доктора Эггмана! «Докута Эггуман сансэн!» (Dr.エッグマン参戦！)                                          | 1 октября 2005   |
| Жители спасённой планеты устраивают праздник в честь Соника и друзей. Эггман, последовавший за ними в открытый космос, решает заполучить найденный Соником Изумруд Хаоса. Для этого он находит Наклза и в который раз обманывает его, заявляя, что больше не хочет творить зло, и что он хочет покинуть планету с помощью Изумруда Хаоса. Наклз предлагает отдать изумруд Эггману, но Соник против, и между ними завязывается драка. Воспользовавшись суматохой, Эггман пытается украсть изумруд, но Эми и остальные вовремя замечают его. Руж, которая спряталась на корабле Эггмана, тоже пытается заполучить изумруд, но неожиданно их атакует очередной Метарекс. Эггман пытается сразиться с ним, но проигрывает. В конце концов, Соник и друзья снова одерживают победу, а Наклз извиняется за своё поведение. |            | |                  |
| 57 | 5          | Битва в Ледяном дворце «Айсу Парасу но татакай» (アイスパレスの戦い)                                               | 8 октября 2005   |
| С помощью новой программы Криса, Синий Тайфун определяет Изумруд Хаоса на планете Фризи. Корабль приближается к планете, но его атакует Метарекс и он выходит из строя. Соник, Крис, Наклз и Космо решаются найти Изумруд на Торнадо-Х, потому что Синий Тайфун поврежден. Летучая мышь Руж отправляется на поиски Изумруда, так как хочет забрать его себе. Каждый должен бороться с Метарексом прежде чем достигнуть ледяного дворца, где, по предположениям, может находиться Изумруд. Группа Соника находит его, но он оказывается запечатанным в твердый блок льда. Более мощный Метарекс появляется и получает питание от Изумруда, чтобы стать ещё сильнее. Начинается борьба и Космо находит способ победить его лазерным лучом. Лазер поражает Метарекса. Наклз находит Изумруд Хаоса, но прежде чем он берёт его, Руж его крадёт. Тем не менее, Тейлз обнаруживает, что Изумруд был поддельным. |            | |                  |
| 58 | 6          | Ловушка в джунглях «Отомэ но дзянгуру тораппу» (乙女のジャングルトラップ)                                          | 15 октября 2005  |
| Синий Тайфун обнаруживает двух Метарексов, которые украли яйцо на планете Джунглей. Соник разрушает сильнейших Метарексов с Power Cannon, но так как он был запущен слишком сильно, он падает на планету. Ёж падает прямо на Роботника, который уже находился на планете, и Соник берёт зеленый Изумруд Хаоса, который злой доктор только что обнаружил. Высадившись на планете, Тейлз и Наклз садятся на самолёт Торнадо-X, чтобы найти Соника, оставив Эми. Однако, Эми очень хочет найти ежа сама, и отправляется в джунгли. Её сопровождает Космо, которая хочет найти яйцо планеты, крольчиха Крим и Чиз, которые не хотят, чтобы их оставили одних. В джунглях Эми, Космо, Крим и Чиз захвачены небольшим Метарексом, который пережил предыдущий бой. Тем не менее, они убегают и в состоянии овладеть яйцом планеты. Соник по-прежнему бежит в джунглях с Изумрудом Хаоса, и его находят Наклз и Тейлз. Доктор Эггман прибывает и крадёт Изумруд. Соник и Наклз готовятся к бою, но неожиданно прибывает женская группа с Метарексом. Эггман захватывает всех, включая Метарекса. Яйцо планеты реагирует и огромные лианы обертывают всех. Соник в состоянии освободить себя, и, с небольшой помощью Тейлза и Криса, он побеждает Доктора Эггмана. Серия заканчивается тем, что Космо узнаёт о коллективной работе. |            | |                  |
| 59 | 7          | Хаотиксы отправляются в космос «Каотикусу, утю: э ику» (カオティクス、宇宙へ行く)                                  | 22 октября 2005  |
| Дедушка Криса, Чак, находит способ телепортировать материальные объекты в мир Соника. Он отправляет туда вещи Криса, которые обнаруживает Ванилла. Она просит сыщиков Хаотиксов доставить их Крису. Она также беспокоится о крольчихе Крим, и просит проверить, здорова ли она. Крокодил Вектор соглашается, но Эспио говорит ему, что у них нет космолёта. Тем не менее, Чак отправляет космический корабль на планету Соника, и Хаотиксы находятся на своём пути. На борту Синего Тайфуна Соник и Наклз играют в шахматы. Наклз очень долго думает, прежде чем сделать ход, и Соник решает быстро «погулять» за пределами корабля. Случайно он падает с корабля и дрейфует в космическом пространстве, и Наклзу приходится возвратить его. Внутри корабля Тейлз видит, что приближается другой корабль, и все убеждены, что это воздушное судно Метарексов. Хаотиксов избивают одного за другим, когда они пытаются войти. После этого они бегут, но Тейлз гонится за ними на Торнадо-Х. Он обнаруживает небольшой дом на судне и понимает, что это не вражеский корабль. Крис и другие приносят извинения, и каждый переносит вещи присланные семьёй Криса. Вектор, извратив пожелание Ваниллы, решает оставить Синий тайфун, похитив крольчиху Крим. К счастью, Соник возвращается и борется против Вектора, чтобы вернуть Крим. Наконец, соглашение улажено и Крим возвращается в Синий Тайфун. Руж находит странную капсулу в секретной комнате на Бордовом Яйце Эггмана. |            | |                  |
| 60 | 8          | Воскрешение Шэдоу «Сядо: риба:су» (シャドウ・リバース)                                                             | 29 октября 2005  |
| Руж обнаруживает в капсуле на судне Эггмана Шэдоу, впавшего в спячку. Голубой Тайфун, следует за сигналом Изумруда Хаоса на тёмную, заброшенную планету. Соник, Эми и Наклз ведут поиски в старом замке, в то время как Крис и Космо заглядывают внутрь древней колонии. Группа Соника быстро замечает, что замок — западня. Фактически, это иллюзия, созданная Метарексом. Крис в Гипер Торнадо, спасает группу Соника из зажимных устройств Метарекса. Замок неожиданно превращается в sandtrap. Соник пытается контратаковать, но вместо этого наэлектризовывается боссом Метарексов. Крис пытается спасти Соника, но Гипер Торнадо получает повреждения от атаки. В тот же момент, в Багровом яйце, Шэдоу пробуждается и телепортируется к месту борьбы. Он легко побеждает Метарекса, спасает Криса, и обращает своё внимание на всех. Он исчезает с фиолетовым и красным Изумрудами Хаоса. |            | |                  |
| 61 | 9          | Вторжение боевого корабля Метарексов! «Мэтарэккусу сэнкан дзю:рай!» (メタレックス戦艦襲来！)                       | 5 ноября 2005    |
| Доктора Эггмана атакует корабль метарексов «Скар». Шэдоу пытается его остановить, но истрачивает энергию. Корабль Эггмана взорван. Руж улетает и рассказывает о случившемся Сонику. Голубой Тайфун скрывается и забивает метарэксу все отверстия, но метарэкс решил протаранить Тайфун. В этот момент появляется Шэдоу. Оказалось Эггман использовал дымовую завесу. Шэдоу останавливает время, а Соник уничтожает корабль. |            | |                  |
| 62 | 10         | Тайна подземного ущелья «Тика кэйкоку но химицу» (地下渓谷の秘密)                                                  | 12 ноября 2005   |
| Тейлз и Космо спускаются под землю и застревают в пещере. Они находят завод по производству подделок Изумрудов Хаоса. Они крадут настоящий Изумруд, но их застает охрана. Тейлз и Космо бегут, им на помощь приходят все и они выбираются. |            | |                  |
| 63 | 11         | Космическая крепость: Металлическая Планета «Утю: ё:сай Мэтару Пурането» (宇宙要塞メタルプラント)                  | 19 ноября 2005   |
| Доктор Эггман обнаруживает, что последние два Изумруда Хаоса (голубой и жёлтый) находятся внутри огромной крепости Метарексов. Багровое Яйцо и Голубой Тайфун прибыли на место в тот же момент. Роботник предлагает Сонику объединить их силы, чтобы войти в крепость. Его план: небольшая группа войдет первой и отключит систему безопасности крепости, чтобы и остальные могли проникнуть. Он посылает Шэдоу и Руж, но Крис добровольно решил их сопроводить. Они входят с помощью Хаос Контроля. Крис находит диспетчерскую, и они преуспевают в своей работе. Соник и Наклз проникают в крепость на борту X-Торнадо, Эми и Космо следом, Доктор Эггман, Боко и Деко — позади. Соник находит Изумруды. Единственное — он столкнулся с целой армией Метарексов, во главе с Дарк Оуком, лидером Метарексов, и битва вот-вот начнётся. |            | |                  |
| 64 | 12         | Столкновение! Соник против Шэдоу «Гэкитоцу! Соникку басадзу Сядо:» (激突！ソニックｖｓシャドウ)                    | 26 ноября 2005   |
| Борьба между Соником и Дарк Оуком начинается. Соник непосредственно атакует его, но тот сразу же исчезает: это была голограмма. За пределами крепости приближается армада Метарексов, во главе с Рэд Пайном. Удивительно, что его армия начинает атаковать свою же крепость, в то время как Метарексы внутри. Шэдоу, Руж и Крис телепортируются с помощью Хаос Контроля внутрь Носителя Яйца. Крис находит способ украсть Изумруды, найденные Эггманом и бежит прочь, с помощью одного из мини-судов Эггмана. Шэдоу следует за ним, и он останавливает его. Руж хватает его и требует Изумруды Хаоса. Крис не согласен и Руж бросает его. Крис падает на свою гибель, но его спас Наклз, у которого возникли проблемы с пилотированием Х-Торнадо. Крис и Наклз, сопровождаемые Шэдоу и Руж, идут, чтобы спасти Соника, Эми и Космо. Семь Изумрудов Хаоса соединяются вместе, благодаря чему Соник и Шэдоу получают супер-формы. Супер Соник и Супер Шэдоу продолжают участвовать в борьбе внутри крепости. Армада Метарексов разрушается, Супер Шэдоу видит Багровое яйцо, летящее вниз, в центр области силы тяжести и возвращает его обратно в пространство через Хаос Контроль, в то время как Голубой Тайфун улетает с помощью силы Мастера Изумруда. |            | |                  |
| 65 | 13         | Молниеносная любовная тактика Хаотиксов «Каотикусу дэнгэки рабу-рабу дайсакусэн» (カオティクス 電撃ラブラブ大作戦) | 3 декабря 2005   |
| «Голубой Тайфун» встречает воздушное судно Хаотиксов. Вектор замечает, что отношения между Тейлзом и Космо стали теплее. Для того, чтобы поблагодарить Тейлза за ремонт его корабля, Вектор решает помочь ему завоевать сердце Космо. В то же время, Тейлз нечаянно обнаруживает сюрприз Космо: она планирует устроить вечеринку на судне. После подготовки, Хаотиксы идут, всех в партийную комнату, когда они пересекают путь Наклза. Наклз был использован против его воли в одном из планов Вектора, и он решает отомстить. Он оказался в партийной комнате, и испортил там всё. Прибыв на место происшествия, Тейлз и Космо разочарованы, но Соник говорит, что это не проблема, и что они могут поставить все обратно. Он также благодарит Космо за идею. Тейлз пытается сказать Космо, что он чувствует, но он слишком смущен, и серия заканчивается тем, что Космо и Тейлз наблюдают за звёздами в открытом космосе. |            | |                  |
| 66 | 14         | Через галактический коридор! «Гинга кайро: о ватарэ!» (銀河回廊をわたれ！)                                         | 4 февраля 2006   |
| Метарекс Йеллоу Джейкова атакует Соника в «Галерее». Но озадачив метарекса вопросом о Соник Пауэр Тейлз стреляет по нему из пушки Соника; столбы, которые преграждали путь уничтожены и все летят дальше. |            | |                  |
| 67 | 15         | Чёрная ловушка «Буракку тораппу» (ブラック・トラップ)                                                              | 11 февраля 2006  |
| Ёж Соник и друзья проходят через бесплодную планету с 500 сигналами Изумруда Хаоса, которые поступают от него. Блэк Нарцисс находится внутри, и посылает сообщение на «Тайфун», но его понимает только Космо. Затем он выпускает фейерверк, позволяя Космо бежать к незнакомой планете. Неожиданно Крис пускается за ней, но Нарцисс захватывает и его, и Космо. Крис напал и нанес удар на Блэк Нарциссу. Между тем, Соник обнаруживает их исчезновение и хочет спасти их, однако, увидев раненого Криса и испуганную Космо, взрывается, и становится Тёмным Супер Соником, благодаря поддельным Изумрудам Метарексов. Тёмный Соник уничтожает роботов Блэка Нарцисса, который подготовил их ему для «эксперимента» (золото за силу и серебро за скорость). Внезапно появляется Доктор Эггман с роботами Деко и Боко, и решают властвовать над Нарциссом. Крис и Космо спасены Шэдоу, в то время как Руж ломает машину, которая делает поддельные Изумруды Хаоса. Соник, Крис и Космо возвращаются к остальным, а Эггман говорит, что он хочет присоединиться к армии Метарексов, поскольку «Голубой Тайфун» оставляет планету. |            | |                  |
| 68 | 16         | Над уничтоженной планетой «Коварэта хоси но уэ дэ» (こわれた星の上で)                                              | 18 февраля 2006  |
| Эггман помогает жителям планеты Каскад, а взамен просит Изумруд с их планеты. Леон посылает Молли на задание. Но в ящике оказывается бомба. Шэдоу спасает всех с помощью Хаос-контроля. Оказалось, что все решили перейти на сторону метарэксов. В разговор Леона и Генерала метарэксов вмешивается Эггман и он вместе с Деко, Боко и новым роботом Е-3000 побеждают, но в это время метарексы напали на Эггмана. Шэдоу использует кольца и взрывает все корабли. Генерал метарексов посылает сообщение Эггману со словами «Тебе лучше исчезнуть, доктор!!!» |            | |                  |
| 69 | 17         | Пожалуйста, Мармолины! «Онэгай Маруморин!» (お願いマルモリン！)                                                    | 25 февраля 2006  |
| В этой серии Соник и его друзья, ища Изумруды Хаоса, находят в космосе метеор. Тейлз втягивает его, и все решают, что это фактически космический корабль. Внутри находятся маленькие существа, подобные Чао, т. н. «Мармолины». У них обнаружен зелёный Изумруд Хаоса. Соник решает доставить Мармолинов назад, к их родной планете под названием Мармолайм. Соник разрушает хрупкую часть планеты, и обнаруживает Яйцо Планеты, заключённое в кожух. Эми думает, что они имеют магию на планете, таким образом, она пытается приворожить Соника. Однако, это заканчивается неприятными последствиями. Серия, в основном, подтверждает тёплые отношения Тейлза и Космо, чем Эми очень встревожена. |            | |                  |
| 70 | 18         | Появление армады Эггмана! «Эггуман кантай аравару!» (エッグマン艦隊現る！)                                         | 4 марта 2006     |
| Соника и команду заманивают в засаду метарексов и Эггмана. Тейлз использует пушку, но Эггман устраивает ловушку «Звёздный щит». Тогда Тейлз решает изменить гравитацию и Соник соглашается. Корабли метарэксов взрываются, а Тейлз выводит корабль из ловушки. |            | |                  |
| 71 | 19         | Кафе «Хаотикс» «Кафэ Каотикусу» (カフェ・カオティクス)                                                             | 11 марта 2006    |
| После боя с флотом Метарексов, Соник и друзья, приземляются на ближайшей планете, для ремонта «Голубого Тайфуна». Здесь они встречают Хаотиксов, которые управляют кафе, чтобы накопить денег на ремонт своего судна. Доктор Эггман прибывает и ищет Соника и других, в то время как флот Метарексов ожидает на орбите планеты, готовый сбить врагов на взлёте. Выручая Соника и друзей, Хаотиксы покупают части для «Тайфуна». В свою очередь Эггман завуалированно предупреждает Соника об опасности, после чего маскирует свой корабль под «Голубой Тайфун» и принимает на себя удар Метарексов, позволяя Сонику благополучно взлететь. |            | |                  |
| 72 | 20         | Истинный облик Метарексов!? «Мэтарэккусу но сё:тай!?» (メタレックスの正体！？)                                     | 18 марта 2006    |
| «Голубой Тайфун» прибывает на планету, но Йеллоу Джейкова атакует корабль, оборудованный специальным энергетическим щитом, построенным доктором Эггманом. Соник пытается остановить его, но он не в состоянии пробить щит. Между Наклзом и Джейковой начинается ожесточённый бой, где Наклз разбивает колено Джейковы, и шипы на одной из своих рук. Используя кабель от «Голубого Тайфуна», Соник и другие канализируют молнию, чтобы пробить щит Джейковы. Механическое внешнее тело Джейковы уничтожено, открыв то, что находится внутри метарекса. Пейл Бей Лиф сообщает Эггману о кончине Джейковы, насмешливо добавив о том, что его щит ничем не помог. Шэдоу и Руж находят поддельный Изумруд Хаоса наверху дерева, но они слышат стон от его основания. |            | |                  |
| 73 | 21         | Убийца Шэдоу! «Ансацуся Сядо:!» (暗殺者シャドウ！)                                                                 | 1 апреля 2006    |
| Шэдоу вторгается в «Голубой Тайфун», намереваясь убить Космо по неизвестным (в то время), причинам. Тейлз спасает её, но Шэдоу бежит за ними. Соник, Крис и Наклз пытаются удержать Шэдоу, но тот легко вырвался. Тейлз и Космо пытаются убежать с помощью X-Торнадо, но они подвергаются нападению Шэдоу. Он взрывает самолёт, но Тейлз вылетел вместе с Космо. Путь Шэдоу блокирован обломками самолёта, но вскоре удаётся бежать, и он преследует Тейлза и Космо. Тейлз перехитряет его, когда они оказываются в тупике, посылают его через Sonic Power Cannon, и он получает взрыв. Шэдоу возвращается к «Тайфуну» с Контролем Хаоса, при использовании поддельного Изумруда, который раскалывается. Тейлз атакует Шэдоу, полный решимостью защитить Космо, но вскоре оказывается, что не идёт ни в какое сравнение с ним. Тем не менее, Тейлз продолжает свою атаку, но оказывается тяжело раненым. Корабль Метарексов прибывает и крадёт Изумруд с «Голубого Тайфуна». Дарк Оук поздравляет Космо по обвинению в шпионаже, а затем называет её кодовым названием, Белым Семенем. «Голубой Тайфун» получает окружение светом и исчезает. Между тем, Наклз натыкается на Руж, и она всё объясняет. |            | |                  |
| 74 | 22         | Потерянная планета «Росуто пуранэтто» (ロスト・プラネット)                                                         | 8 апреля 2006    |
| Все удивлены, когда оказалось, что они приземлились на пустынную планету. Космо выбывает из игры, в то время как команда обнаружила, что мозг Космо излучает сигнал Метарексов, они пытаются устранить его, и кроме того, что сигнал идёт из той части её мозга, которая отвечает за слух и зрение. Таким образом, Космо может потерять зрение и слух, если сигнал будет удалён. В то время как Тейлз и Крис печалятся, Наклз хочет провести операцию. Между тем, Эми ищет Соника, но натыкается на Руж. Они обнаруживают, что эта планета не только родная Космо, но и Метарексов. Они также обнаружили, что люди Космо смогли преобразовать их в огромные, похожие на динозавров существа, чтобы защитить свою планету от инопланетного вторжения. Космо, в ужасе от того, что Метарексы используют её, чтобы шпионить за всеми, намерена убежать, но Тейлз заверяет её, что все они помогут ей, и поразят Метарексов. Соник и остальные также поддерживает новую резолюцию, и все они готовы к последней атаке на Метарексов. Однако, Шэдоу высказывает отвращение к этому и пытается уйти. Крис пытается переубедить его, но он продолжает отказываться. Прибывает Боккун и говорит Шэдоу, что Эггман был захвачен Метарексами. |            | |                  |
| 75 | 23         | День озеленения «Морика но хи» (森化の日)                                                                          | 15 апреля 2006   |
| Когда Боккун показывает всем сообщение Эггмана (в котором говорится, что Метарексы начинают собираться в галактических координатах (0-0-0) из-за тысячелетнего пророчества, команда начинает стартовать, чтобы дать бой Метарексам раз и навсегда. Они оставляют Шэдоу. Тем не менее, Хаотиксы находят Шэдоу и предлагают ему поездку к координатам (0-0-0). Как только Соник и его команда достигают галактических координат (0-0-0), они находят флот Метарексов, готовый к бою, в то время как Яйцо Планеты деформируется от другой Вселенной. Яйцо находится в центре Планеты Воды, которая, объединённая со светом Изумрудов Хаоса, помогает Дарк Оуку, Блэк Нарциссу и Пейл Бей Лифу, мутировать в парк гигантский завод-драконов. Соник начинает нападать на планеты, но потом Соник катапультируется в воздух колонкой штатива воды. Тем временем, Крис пропитывает корабль Дарк Оука, чтобы вынести доктора Эггмана, Боко и Деко. В то же время, Шэдоу и Хаотиксы борются против большего количества Метарексов. Шэдоу спрашивает каждого Метарекса, где Дарк Оук. В конце концов, корабль разламывается на куски, чтобы показать гигантское дерево, которое прикрепляется к Планете Воды и начинает расти до невообразимых размеров. |            | |                  |
| 76 | 24         | Сражение! Дарк Оук «Кэссэн! Да:ку О:ку» (決戦！ダーク・オーク)                                                     | 22 апреля 2006   |
| Эггкримсон врезается в Тайфун. Корабли отдают всю энергию для зарядки пушки Соника. Пушка стреляет и попадает в самый центр монстра. Тогда Дарк Оук решает силой озеленить галактику. |            | |                  |
| 77 | 25         | Что я могу сделать для тебя «Кими но тамэ ни дэкиру кото» (君のためにできること)                                   | 29 апреля 2006   |
| Когда гигантское семя наконец достигает заключительного этапа своего метаморфоза, и начинает сосать жизнь из всех за исключением Космо, она берет Изумруды Хаоса к Эггману, надеясь, что он может знать, что делать. Тёмный Оук атакует Космо, которая бросает Изумруды Хаоса в космос. К счастью, Яйцо Планеты реагирует на Изумруды Хаоса и их восстановлена вновь. Соник и Шэдоу, которые используют их для преобразования в Супер Соника и Супер Шэдоу, атакуют семя Метарексов. Космо чувствует себя беспомощной, но её мать уверяет её, что она является той, кто спасёт всю галактику. Затем она переходит в новую форму и решительно хочет остановить это раз и навсегда. Она летит к планете, проходит через гравитационную силу, через которую не могли пройти ни Супер Соник, ни Супер Шэдоу, и . Затем она становится деревом, говоря, что она теперь иммобилизовала Дарк Оука. Она велит Тейлзу загрузить и стрелять огнём по планете. Все в шоке и не знают, рискнуть ли спасением галактики, если они собираются убить Космо в этом процессе. Тейлз особенно опечален, но Космо уверяет его, что её семена будут распространяться по Галактике. Тейлз вспоминает все хорошие моменты, которые были у них, затем признаётся в любви. Супер Соник и Супер Шэдоу полностью уничтожают планету вместе с Космо. В белой пустоте Космо благодарит Тейлза о том, что он сделал для неё, затем исчезает.                                                                 |            | |                  |
| 78 | 26         | Там, где рождаются звёзды «Хоси но умарэру токоро» (星の生まれるところ)                                            | 6 мая 2006       |
| Шэдоу снова исчезает после смерти Космо, и спасения галактики. Кроме того, возвращается Соник и дает семена Космо Тейлзу. Яйцо Планеты возвращается в родной мир. Соник, Эггман и их команды возвращаются на свою родину. Крис и Наклз пробуют восстановить Мастер Изумруд, чтобы отправить Криса домой, но это им не удаётся — Крис застрял в мире Соника навсегда. Крис ищет место, чтобы построить дом, но он натыкается на Боккуна с сообщением, что его хочет видеть Эггман. Крис находит Эггмана, который ему объясняет, что карта, переданная ему Боккуном, на самом деле является билетом домой в один конец. Крис улетает и думает, что он не собирается прощаться со своими друзьями, но его разыскивает Соник и всё же прощается с ним. Когда ракета исчезает, Эггман решает воссоздать свою империю, и каждый заявляет, что собирается остановить его. |            | |                  |